# Wydanie Wii
14 i 15 września 2006 Nintendo podało do informacji publicznej wiadomości na temat wydania konsoli Wii w Japonii, Ameryce Północnej i Południowej, Oceanii, Azji i Europie, mówiąc o datach wydania, cenach i metodach dystrybucji.
7 czerwca 2006 Nintendo ujawniło, że ma plan na wydanie 6 milionów jednostek konsoli i 17 milionów kopii oprogramowania dla konsoli do końca roku fiskalnego (do 31 marca 2007). Plan obejmował sprzedaż czterech milionów konsoli do końca kalendarzowego roku 2006. 14 września 2006 oświadczono, że większa część dystrybuowanych konsoli znajdzie się w obydwu Amerykach.
Hiszpańska premiera Wii została przesunięta na 9 grudnia 2006, ponieważ 8 grudnia 2006 obchodzone jest Święto Niepokalanego Poczęcia i wszystkie sklepy są w tym dniu zamknięte. Premiera we Włoszech i Szwajcarii miała miejsce 7 grudnia 2006.
Ron Bertram, szef kanadyjskiego oddziału Nintendo, oświadczył, że w czasie premiery dostępnych będzie w Ameryce Północnej jeden milion konsol. Następnego dnia Nintendo podało wiadomość o „pomyłce w liczbie sztuk konsoli Wii dostępnych w czasie premiery” i powtórzyło, że zakłada sprzedaż 4 milionów konsoli na całym świecie do końca roku 2006. Firma zapewnia również, że „pracuje nad zapewnieniem licznego i konsekwentnego zaopatrzenia”.
Aktualnie gry na Wii kosztują około 50 dolarów, choć istniały sygnały, że ceny gier na konsole siódmej generacji będą kształtować się w okolicach 60 dolarów.
28 listopada 2006 Nintendo podało, że sprzedano w ciągu pierwszych ośmiu dni 600 tysięcy konsoli w obydwóch Amerykach. Włączając zysk ze sprzedaży akcesoriów i gier, zysk Nintendo dzięki Wii wyniósł powyżej 190 milionów dolarów.
Firma Enterbrain podliczyła liczbę sprzedanych konsoli w Japonii od czasu jej premiery, czego wynikiem był raport o sprzedaży 370 tysięcy sztuk w ciągu dwóch pierwszych dni.
12 grudnia 2006 firmy Chart-Track i Nintendo potwierdziły, że Wii została najszybciej sprzedającą się konsolą w Wielkiej Brytanii. W pierwszym weekendzie sprzedano 105 tysięcy jednostek, co zapewniło zwycięstwo nad swoim poprzednikiem, konsoli Xbox 360, o 35 tysięcy jednostek. Następnego dnia Nintendo oświadczyło, że w Europie sprzedano 325 tysięcy konsoli w ciągu dwóch pierwszych dni, dzięki czemu Wii stało się najszybciej sprzedawaną konsolą również w Europie.
14 grudnia 2006 oświadczono, że Wii została także najszybciej sprzedającą się konsolą w historii Australii. W ciągu czterech dni sprzedano 32 901 konsoli, bijąc przy tym rekord konsoli Xbox 360 wynoszący 30 241.
26 grudnia 2006 Nintendo wydało oświadczenie, w którym informuje, że wyda konsolę Wii w Korei Południowej pod koniec roku 2007.

## Tytuły startowe
14 listopada 2006 potwierdzono, że wraz z premierą konsoli dostępnych będzie 21 tytułów w Amerykach, a kolejne 12 pojawi się w czasie kolejnych premier. Gra Wii Sports jest dołączona do wszystkich konsoli oprócz tych sprzedawanych w Japonii.
| Tytuł gry                                          | Region(y)                 |  | Tytuł gry                                            | Region(y)                 |
| -------------------------------------------------- | ------------------------- |  | ---------------------------------------------------- | ------------------------- |
| Avatar: The Last Airbender                         | A.Płn. A.Płd.             |  | Barnyard                                             | EUR                       |
| Call of Duty 3                                     | A.Płn. A.Płd. EUR AUS     |  | Auta                                                 | A.Płn. A.Płd. EUR AUS     |
| Crayon Shin-chan Saikyou: Kazoku Kasuka Peking Wii | JPN                       |  | Dragon Ball Z: Budokai Tenkaichi 2                   | A.Płn. A.Płd.             |
| Elebits                                            | JPN                       |  | Ennichi no Tatsujin                                  | JPN                       |
| Excite Truck                                       | A.Płn. A.Płd.             |  | Far Cry: Vengeance                                   | A.Płn. EUR                |
| Ponure Przygody Billy’ego i Mandy                  | A.Płn. A.Płd.             |  | Gottlieb Pinball Classics                            | EUR                       |
| GT Pro Series                                      | A.Płn. A.Płd. EUR AUS     |  | Happy Feet                                           | A.Płn. EUR                |
| Kororinpa                                          | JPN                       |  | The Legend of Zelda: Twilight Princess               | A.Płn. A.Płd. JPN EUR AUS |
| Machi Kuru Domino                                  | JPN                       |  | Madden NFL 07                                        | A.Płn. A.Płd. EUR         |
| Marvel: Ultimate Alliance                          | A.Płn. A.Płd. EUR         |  | Monster 4x4 World Circuit                            | A.Płn. A.Płd. JPN EUR AUS |
| Necro-Nesia                                        | JPN                       |  | Need for Speed: Carbon                               | A.Płn. A.Płd. EUR         |
| Open Season                                        | EUR                       |  | Rampage: Total Destruction                           | A.Płn. EUR                |
| Rayman Szalone Kórliki                             | A.Płn. A.Płd. JPN EUR AUS |  | Red Steel                                            | A.Płn. A.Płd. JPN EUR AUS |
| SD Gundam G Breaker                                | JPN                       |  | SpongeBob SquarePants: Creature from the Krusty Krab | A.Płn. A.Płd. EUR         |
| Super Fruit Fall                                   | EUR                       |  | Super Monkey Ball: Banana Blitz                      | A.Płn. A.Płd. JPN EUR AUS |
| Super Swing Golf                                   | JPN                       |  | Tamagotchi's Sparkling President                     | JPN                       |
| Tom Clancy’s Splinter Cell: Double Agent           | EUR                       |  | Tony Hawk's Downhill Jam                             | A.Płn. A.Płd. EUR         |
| Trauma Center: Second Opinion                      | A.Płn. A.Płd. JPN         |  | WarioWare: Smooth Moves                              | JPN                       |
| Wii Play                                           | JPN EUR AUS               |  | Wii Sports                                           | A.Płn. A.Płd. JPN EUR AUS |
| Wing Island                                        | JPN                       |  |                                                      |                           |
| My Sims                                            | world                     |  |                                                      |                           |